# Almelo vasútállomás
Almelo vasútállomás vasútállomás Hollandiában, Almelo városában.

## Vasútvonalak
Az állomást az alábbi vasútvonalak érintik:
- Deventer–Almelo-vasútvonal
- Zwolle–Almelo-vasútvonal
- Mariënberg–Almelo-vasútvonal
- Almelo–Salzbergen-vasútvonal

## Kapcsolódó állomások
A vasútállomáshoz az alábbi állomások vannak a legközelebb:
- Vriezenveen vasútállomás (Mariënberg vasútállomás, Mariënberg–Almelo-vasútvonal)
- Wierden vasútállomás (Deventer vasútállomás, Zwolle vasútállomás, Deventer–Almelo-vasútvonal, Zwolle–Almelo-vasútvonal)
- Almelo de Riet vasútállomás (Salzbergen station, Almelo–Salzbergen-vasútvonal)